# Ramush Haradinaj
Ramush Haradinaj (Glodjane, Kosovo, 3 de juliol de 1968), és un antic cap de l'Exèrcit d'Alliberament de Kosovo (UÇK) que fou Primer Ministre de Kosovo, i que lidera el partit polític Aliança per al Futur de Kosovo (AAK). Haradinaj és un dels ex oficials de l'UÇK, que van ser acusats de crims contra la humanitat i crims de guerra durant la guerra de Kosovo de 1999 pel Tribunal Penal Internacional per a l'antiga Iugoslàvia de La Haia, però va ser absolt de tots els càrrecs el 3 d'abril de 2008, després de la mort de 9 dels 10 testimonis que anaven a declarar contra ell, així com d'altres dificultats per a fer declarar testimonis. El 21 de juliol de 2010 l'ICTY va ordenar repetir el seu judici.